# Gesté
Gesté korábbi község Franciaország Loire mente régiójában, Maine-et-Loire megyében. 2015. január 1-jén kilenc másik korábbi községgel egyesült és Beaupréau-en-Mauges új község része lett.
Lakosainak száma 2756 fő (2018. január 1.). Gesté La Regrippière, La Chaussaire, Le Fief-Sauvin, Le Puiset-Doré, La Renaudière, Saint-Germain-sur-Moine, Tillières és Villedieu-la-Blouère községekkel határos.

## Népesség
A település népességének változása:
| Lakosok száma | 2239 | 2273 | 2514 | 2447 | 2338 | 2515 | 2638 | 2676 | 2711 | 2756 |
|               | 1962 | 1968 | 1982 | 1990 | 1999 | 2008 | 2011 | 2013 | 2017 | 2018 |